# 팬 디스크
팬 디스크(fan disc) 또는 팬디스크(fandisk, FD)는 추가 콘텐츠 패키지로, 일반적으로 게임 회사에서 타이틀 중 하나를 성공적으로 출시한 후 출시한다. 팬 디스크의 내용은 다양하지만 원래 게임과 관련된 새로운 이미지, 음악, 미니게임 및 기타 정보가 포함되는 경우가 많다.
포포탄(Popotan)과 같은 에로게 비주얼 노벨은 팬 디스크를 자주 받는다. 대부분의 시각 소설은 독립형 스토리를 묘사하고 속편을 보장하는 경우가 거의 없기 때문에 이 특정 장르는 사전 설정된 설정을 탐색하고 원작 게임의 인기를 활용하기 위해 팬 디스크를 매체로 사용하는 것으로 악명이 높다. 때때로 팬 디스크는 서로 다르지만 유사한 두 게임을 편집하여 두 게임 간의 연결 역할을 하도록 만들어진다(예: 컴 씨 미 투나잇 시리즈).
미러 문이 번역한 월희의 PLUS 디스크, 에델바이스 팬 디스크에 대한 망가게이머의 첫 공식 영어 번역, 에델바이스 아이덴 판타지아, 그리고 Jutsuki Sen & Co.의 Muv-Luv: Altered Fable 부분 패치는 헌신적인 고품질 프로젝트의 주목할만한 예이다. 일본어에 익숙하지 않은 청중이 팬 디스크에 접근할 수 있도록 한다.

## 같이 보기
- 다운로드 가능 콘텐츠
- 오리지널 비디오 애니메이션